# Церква Спаса Нерукотворного (Великий Лог)
Церква Спаса Нерукотворного (рос. Церковь Спаса Нерукотворного) — православна церква на хуторі Великий Лог Ростовської області; Ростовська і Новочеркаська єпархія, Аксайское благочиння.
Адреса: 346710, Ростовська область, Аксайскій район, хутір Великий Лог, вулиця Ювілейна, 9.

## Історія
До революції в хуторі існувала невелика каплиця, де під час одного з хресних ходів з чудотворною Аксайской іконою Божої Матері з Новочеркаська в Аксай було скоєно вечірнє богослужіння.
Свято-Спаського прихід у Великій Балці був заснований за клопотанням хуторян в жовтні 1998 року. Православна громада в хуторі була зареєстрована 18 травня 2000 року. У цьому ж році під молитовний будинок їй було надано будівля сільської бібліотеки, а під трапезну — будівля колишньої адміністрації. Обидві будівлі були без води, каналізації та опалення. У той же рік в будівлях був проведений ремонт, переобладнані приміщення, влаштований вівтар і встановлено іконостас. Першу Божественну літургію в Спаському молитовному будинку відслужили в 19 грудня 2000 року.
У 2006 році був виконаний косметичний ремонт храму; у 2007 році — ремонт фасаду; в 2008 році розпочата реконструкція даху храму. У 2009 році був на будинку було встановлено купол. У 2010 році трапезна була переобладнана в недільну школу.
В даний час парафіянами храму є жителі не тільки Великого Лода, але і найближчих хуторів і сіл. Прихід окормляє дитячий інтернат хутора Великий Лог і лікарні в селищі Реконструктор.
Настоятель Спаського храму — ієрей Сергій Олександрович Бикадоров.
Храм відкритий щодня з 09-00 до 17-00, в свічниці знаходиться черговий персонал храму. Проїзд до храму з Ростова-на-Дону здійснюється автобусами маршрутів № 151 та № 153, а також електричкою.

## Зноски
1. ↑  Большой Лог. Спаса Преображения, молитвенный дом. Архів оригіналу за 14 листопада 2017. Процитовано 13 листопада 2017.
2. ↑  Церковь Нерукотворенного Образа Господа Иисуса Христа хутора Большой Лог Аксайского района. Архів оригіналу за 14 листопада 2017. Процитовано 13 листопада 2017.